# شنيوم
شِنْيُوم (الاسم العلمي: Chennium)، جنس حشرات مفترسة من فصيلة الخنافس الرواغة. وصفت من قبل بييار أندريه لاتريل.